# Coloradia
Genre
Coloradia est un genre qui regroupe des papillons de la famille des Saturniidae vivant en Amérique du Nord et/ou en Amérique centrale.

## Liste d'espèces
Selon Catalogue of Life (13 octobre 2018) :
- Coloradia doris Barnes, 1900
- Coloradia euphrosyne Dyar, 1912
- Coloradia luski Barnes & Benjamin, 1926
- Coloradia pandora Blake, 1863
- Coloradia velda Johnson & Walter, 1979